# Aspergillus granulosus
Aspergillus granulosus är en svampart som beskrevs av Raper & Thom 1944. Aspergillus granulosus ingår i släktet Aspergillus och familjen Trichocomaceae.   Inga underarter finns listade i Catalogue of Life.